# 51-й Венецианский кинофестиваль
51-й Венецианский международный кинофестиваль проходил в Венеции, Италия с 1 по 12 сентября, 1994 года.
Никто не получил Серебряного Льва — Особый приз жюри.
Католики активно протестовали против жестоких «Прирождённых убийц» Оливера Стоуна. Но результат был прямо противоположный — картина получила Специальный приз.

## Жюри
Главное жюри:
- Дэвид Линч (президент, США),
- Маргерита Буй, (Италия)
- Карло Вердоне (Италия),
- Гастон Каборе (Буркина-Фасо),
- Оливье Ассайяс (Франция),
- Ума Турман (США),
- Марио Варгас Льоса (Перу),
- Нагиса Осима (Япония),
- Дэвид Стрэттон (Австралия).

### Фильмы в конкурсе
- Ламерика, режиссёр Джанни Амелио (Италия)
- Пигаль, режиссёр Карим Дриди (Франция)
- Волшебный стрелок, режиссёр Ильдико Эньеди (Канада/Венгрия)
- Маленькая Одесса, режиссёр Джеймс Грэй (США)
- Небесные создания, режиссёр Питер Джексон (Новая Зеландия)
- Шесть дней, шесть ночей, режиссёр Диана Кюри (Франция)
- Бык, режиссёр Карло Маццакурати (Италия)
- Да здравствует любовь, режиссёр Цай Минлян (Тайвань)
- Титька и луна, режиссёр Бигас Луна (Испания)
- Перед дождём, режиссёр Милчо Манчевски (Франция/Великобритания/Югославия)
- Жизнь и необычайные приключения солдата Ивана Чонкина, режиссёр Иржи Менцель (Чехия/Великобритания)
- Вы станете тенью, режиссёр Эктор Оливера (Аргентина)
- Крик сердца, режиссёр Идрисса Уэдраого (Франция/Буркина Фасо)
- Толпа, режиссёр Марко Ризи (Италия)
- Тот, кто влюблён, режиссёр Александр Рокуэлл (США)
- Прирождённые убийцы, режиссёр Оливер Стоун (США)
- Два брата и сестра, режиссёр Тереза Вилаверде (Португалия)
- Под жарким солнцем, режиссёр Цзян Вэнь (КНР)

### Фильмы вне конкурса
- Пули над Бродвеем, режиссёр Вуди Аллен (США)
- Признания в любви, режиссёр Пупи Авати (Италия)
- Оазис, режиссёр Кристиано Бортоне (Италия)
- Раздолбай, режиссёр Мартин Клунес (Великобритания)
- Дыхание, тишина ... другие пьесы, режиссёр Джулиано Ди Капуа (Италия)
- Том и Вив, режиссёр Брайан Гилберт (Великобритания)
- Книга Бытия: Сотворение мира, режиссёр Эрманно Ольми (Италия)
- Почтальон, режиссёр Майкл Рэдфорд (Италия)

### Специальные события
- Aguilas no cazan moscas, режиссёр Серхио Кабрера (Колумбия)
- Veja esta cancao, режиссёр Карлус Диегис (Бразилия)
- Germaine e Benjamine (Du fond du coeur), режиссёр Жак Дуайон (Франция)
- Martha, режиссёр Райнер Вернер Фассбиндер (Германия)
- Amnesia, режиссёр Гонсало Хустиниану (Чили)
- I pavoni, режиссёр Лучано Мануцци (Италия)
- Words upon the windowpane, режиссёр Мэри МакГакиан (Ирландия)
- Jason’s Lyric, режиссёр Дуг МаГенри (США)
- El jardin del Eden, режиссёр Мария Новаро (Мексика)
- Ты сводишь меня с ума, режиссёр Вольфам Паулус (Австрия)

### Венецианская ночь
- Любовь и бренные останки, режиссёр Дени Аркан (Канада)
- Правдивая ложь, режиссёр Джеймс Кэмерон (США)
- 47 ронинов, режиссёр Кон Итикава (Япония)
- Волк, режиссёр Майк Николс (США)
- Прямая и явная угроза, режиссёр Филлип Нойс (Великобритания)
- Пленники, режиссёр Анджела Поуп (Великобритания)
- Кошмар перед Рождеством, режиссёр Генри Селик (США)
- Ночь и мгновение, режиссёр Анна Мария Тато (Франция/Великобритания/Италия)
- Woodstock 25th anniversary Director' s cut, режиссёр Майкл Уодли (США)
- Металлическая кожа, режиссёр Джеффри Райт (Австралия)
- Форрест Гамп, режиссёр Роберт Земекис (США)

### Итальянская панорама
- Anime fiammeggianti, режиссёр Давиде Феррарио
- L’estate di Bobby Charlton, режиссёр Массимо Гульельми
- Tutti gli anni una volta l’anno, режиссёр Джианфранческо Лазотти
- La vera vita di Antonio H., режиссёр Энсо Монтелеони
- Ladri di cinema, режиссёр Пьеро Натоли
- Anni ribelli, режиссёр Розалия Полицци
- Da qualche parte in città, режиссёр Микель Сордилло
- Portami via, режиссёр Джанлука Мария Таварелли
- La bella vita, режиссёр Паоло Вирци

### Окна
- Ваня на 42-й улице, режиссёр Луи Маль (США)
- Everynight… everynight, режиссёр Алкинос Цилимидос (Австралия)

## Награды
- Золотой лев: Да здравствует любовь, режиссёр Цай Минлян и Перед дождём, режиссёр Милчо Манчевски
- Серебряный лев — Специальный приз за лучшую режиссуру: Карло Маццакурати — Бык
- Кубок Вольпи за лучшую мужскую роль: Ю Ксиа — Под жарким солнцем
  - Кубок Вольпи за лучшую мужскую роль второго плана: Роберто Читран — Бык
- Кубок Вольпи за лучшую женскую роль: Мария ди Медейруш — Два брата и сестра
  - Кубок Вольпи за лучшую женскую роль второго плана: Ванесса Редгрейв — Маленькая Одесса
- Золотой лев за вклад в мировой кинематограф: Сузо Чекки Д'Амико, Кен Лоуч и Аль Пачино